# Inesu Emiko Takeoka
Inesu Emiko Takeoka (武岡 イネス 恵美子?, Takeoka Inesu Emiko; 1º maggio 1971) è un'ex calciatrice giapponese di ruolo attaccante.

## Carriera

### Club
Takeoka è nata nel 1971. Ha giocato con la Nikko Securities Dream Ladies. Il club ha vinto il campionato per tre anni consecutivi, dal 1996 e nel 1998. Nel 1998 il suo club si è sciolto per questioni finanziarie e lei ha deciso di ritirarsi.

### Nazionale
Il 21 agosto 1994, Takeoka è convocata nella Nazionale maggiore in occasione di una partita con l'Austria. Ha giocato la Coppa d'Asia di Malaysia 1995, dove ottenne il secondo posto, e il Mondiale 1995. In tutto Takeoka ha giocato 3 partite con la Nazionale nipponica riuscendo a segnare 3 gol.

## Statistiche

### Cronologia presenze e reti in nazionale
| Cronologia completa delle presenze e delle reti in nazionale ― Giappone | Cronologia completa delle presenze e delle reti in nazionale ― Giappone | Cronologia completa delle presenze e delle reti in nazionale ― Giappone | Cronologia completa delle presenze e delle reti in nazionale ― Giappone | Cronologia completa delle presenze e delle reti in nazionale ― Giappone | Cronologia completa delle presenze e delle reti in nazionale ― Giappone | Cronologia completa delle presenze e delle reti in nazionale ― Giappone | Cronologia completa delle presenze e delle reti in nazionale ― Giappone |
| Data                                                                    | Città                                                                   | In casa                                                                 | Risultato                                                               | Ospiti                                                                  | Competizione                                                            | Reti                                                                    | Note                                                                    |
| ----------------------------------------------------------------------- | ----------------------------------------------------------------------- | ----------------------------------------------------------------------- | ----------------------------------------------------------------------- | ----------------------------------------------------------------------- | ----------------------------------------------------------------------- | ----------------------------------------------------------------------- | ----------------------------------------------------------------------- |
| 21-8-1994                                                               | Slovacchia                                                              | Giappone                                                                | 1 – 0                                                                   | Austria                                                                 | Slovakia International Tournament                                       | -                                                                       |                                                                         |
| 25-9-1995                                                               | Kota Kinabalu                                                           | Giappone                                                                | 6 – 0                                                                   | India                                                                   | Coppa d'Asia 1995                                                       | 2                                                                       |                                                                         |
| 27-9-1995                                                               | Kota Kinabalu                                                           | Giappone                                                                | 17 – 0                                                                  | Uzbekistan                                                              | Coppa d'Asia 1995                                                       | 1                                                                       |                                                                         |
| Totale                                                                  |                                                                         | Presenze                                                                | 3                                                                       |                                                                         | Reti                                                                    | 3                                                                       |                                                                         |